# BC Niżny Nowogród
BC Niżny Nowogród – profesjonalny klub koszykarski z siedzibą w Niżnym Nowogrodzie w Rosji.
Prezesem zespołu jest znany niegdyś koszykarz rosyjski, Dmitrij Swatkowski. Zespół wywalczył awans do Superligi w sezonie 2010/2011.

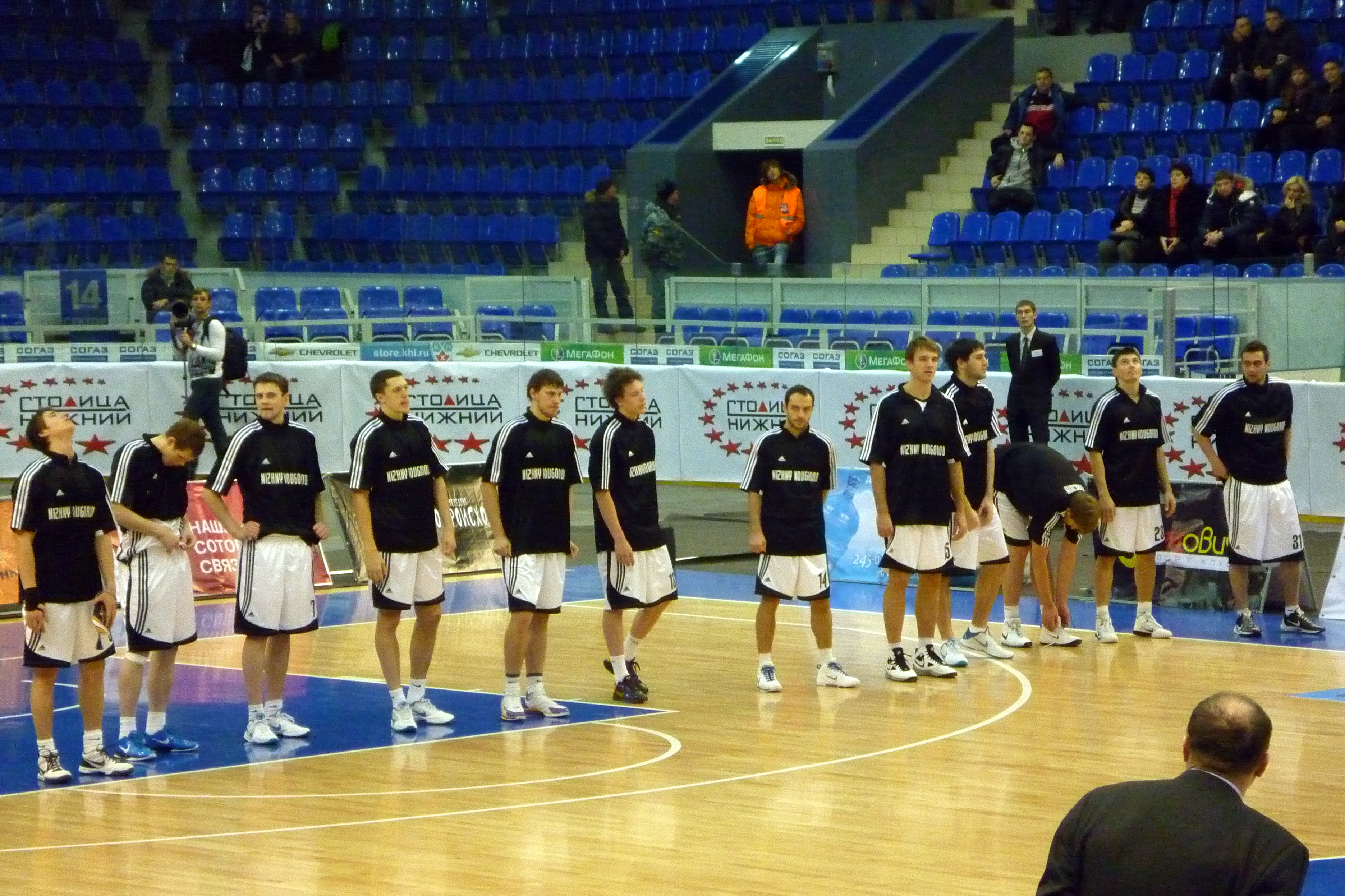
Zawodnicy klubu 18 grudnia 2010.